# イ・キョンピョ
イ・キョンピョ（、ハングル：LEE Kyung-Pyo、 ）は、韓国のソフトテニス選手。

## 来歴
安城市庁　2004年アジア選手権が初代表。ダブルスでのプレースタイルは前衛。2007年の地元開催の世界ソフトテニス選手権全種目でダブルスと団体戦に優勝。

## 国際大会戦績
- 2004アジア選手権国別対抗準優勝
- 2005東アジア競技大会国別対抗団体戦準優勝
- 2005東アジア競技大会ダブルス準優勝
- 2006アジア競技大会国別対抗団体戦優勝
- 2006アジア競技大会ダブルス第３位（キム・キョンリョン/イ・キョンピョ）
- 2007世界ソフトテニス選手権団体優勝
- 2007世界ソフトテニス選手権ダブルス優勝（キム・キョンリョン/イ・キョンピョ）
- 2008アジア選手権国別対抗優勝
- 2008アジア選手権ダブルス準優勝（キム・キョンリョン/イ・キョンピョ）